# Manifest brunšvického vévody

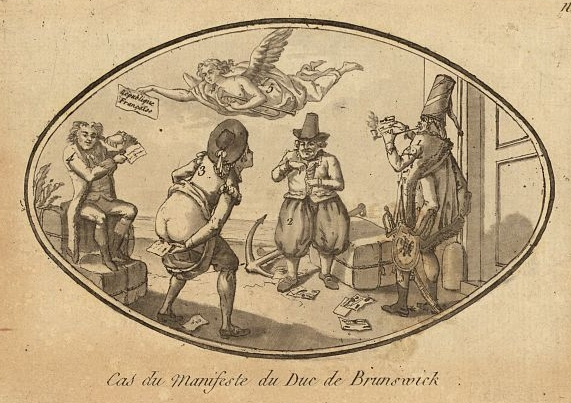
Francouzská karikatura z roku 1792

Manifest brunšvického vévody (německy Manifest des Herzogs von Braunschweig) či Brunšvický manifest (francouzsky Manifeste de Brunswick) bylo provolání vrchního velitele pruských a rakouských vojsk Karla Brunšvického pařížskému lidu z 25. července 1792. Záměrem bylo zastrašit obyvatelstvo a přimět ho podrobit se svému králi, který byl internován v Tuilerijském paláci. Zejména v případě násilí proti královské rodině hrozil krvavou odplatou spolu se zničením Paříže. Manifest však dosáhl pravého opaku, než co zamýšlel. Došlo k radikálnímu posunu ve Francouzské revoluci a 10. srpna 1792 vyvolal útok na Tuilerijský palác a následné sesazení krále a vyhlášení republiky.

## Historický kontext
Dne 20. dubna 1792 předložil král Ludvík XVI. Národnímu shromáždění vyhlášení války císaři Františkovi II. Král, který byl uvězněn v Tuilerijském paláci, hrál dvojí hru, protože současně tajně poslal novináře Jacquese Malleta du Pan do Frankfurtu, aby sdělil císaři a německým knížatům, že chce konflikt využít jako příležitost k obnovení své moci. Kvůli vzpourám proti šlechtickým velitelům začala totiž válka pro Francii špatně.
Hrabě Maurice Gabriel de Riquet de Caraman podrobně informoval krále o pruských jednotkách, které postupovaly od 12. května k Paříži. Tato konspirace byla nejspíš vyzrazena a rozšířily se zvěsti, že král zradil národ. Dne 20. června 1792 zaútočil poprvé na Tuilerijský palác dav a ustoupil až po dlouhé diskusi s králem. Královna Marie Antoinetta zase získávala aktuální informace prostřednictvím tajné korespondence se svým důvěrníkem Hansem Axelem von Fersen.

## Vznik a vyhlášení manifestu
Návrh manifestu vznikl v okruhu francouzské šlechtické emigrace. Na textu se podíleli hrabě Jérôme-Joseph Geoffroy de Limon, který po svém útěku do Koblenze zůstal v tajném kontaktu s králem, Hans Axel von Fersen, Jacques Mallet du Pan a bývalý sekretář hraběte Mirabeau Jean-Joachim Pellenc. Hans Axel von Fersen napsal královně, že požádal autory, aby byl manifest formulován ostře a hrozivě. Dne 28. července obdržel konečnou verzi dokumentu.
Text byl vůči revolucionářům velmi ostrý a příkrý ovlivněný uvězněním královské rodiny. Hrozil Pařížanům odvetnými sankcemi, pokud by byla jakkoliv ohrožena královská rodina. Revoluční instituce měly být zrušeny a měla být obnovena monarchie v původním stavu. V textu manifestu se odráží, jak málo si jeho autoři byli vědomi revolučního procesu v rodné Francii.
Mohučský kurfiřt Friedrich Karl Joseph von Erthal ve dnech 19. až 21. července 1792 uspořádal ve svém paláci Favorite setkání, kterého se zúčastnili vedle německého císaře Františka II. a pruského krále Fridricha Viléma II. též diplomaté a německá knížata. Zde vévoda Karel Vilém Ferdinand Brunšvický předal přítomným manifest, který byl vytištěn v tiskárně v Mohuči. Jeho znění bylo společně odsouhlaseno. Manifest byl vyhlášen v Koblenzi 25. července a v Paříži byl publikován 3. srpna v novinách Le Moniteur universel. Není známo, zda vévoda skutečně manifest podepsal. Nikdy však nepotvrdil, že není autorem. Ačkoli vévoda sám považoval text za příliš ostrý, přesto povolil, aby se šířil jeho jménem.

## Následky manifestu
Manifest měl přesný opak zamýšleného účinku. Francouzským obyvatelstvem byl přijat jako důkaz, že král spolupracuje se spojenci proti Francii. Výsledkem bylo všeobecné pobouření a král musel učinit prohlášení, kterým ujišťoval, že udělá vše pro to, aby Francie ve válce vyhrála. Jeho slova však již neměla účinek a místo toho se objevovaly názory na královo sesazení.
Dne 10. srpna 1792 pařížští sansculoti a další povstalci znovu zaútočili na Tuilerijský palác a přemohli švýcarskou gardu. Ludvík XVI. s rodinou našel úkryt nejprve v Národním shromáždění, které okamžitě odhlasovalo sesazení krále a poté jeho uvěznění v Templu. Zde čekal na proces, který se konal v prosinci 1792, a na popravu v lednu 1793.